# Каррадейл
Каррадейл — селище на західному узбережжі острова Арран у Великій Британії, приблизно в 14 милях від міста Кемпбелтаун. На північ від Каррадейл є прибережний пік відомий як Торр Мор.
У 17-му і 18-му століттях були невеликі громади рибалок, які працювали навколо Каррадейлу. Із появою парових кораблів з 1830-х років до початку Другої світової війни, плаваючи по маршруту Кемпбелтаун — Глазго, пароплави щодня заходили в Каррадейл.

## Промисловість
Вилов оселедця, давав добрі прибутки місцевим жителям. Завдяки цьому в 1858 році побудували перший причал в Каррадейлі, для розвитку і заохочення торгівлі. Процвітаючий причал давав прибуток аж до Другої світової війни. Тепер традиції сімей повертаються з року в рік. Каррадейл досі має рибальський флот, — в основному справа в молюсках.

## Відомі люди
Романістка, поетеса і письменниця Наомі Мітчісон жила в Каррадейл з 1937 до своєї смерті в 1999 році.

## Транспорт
Єдиний транспорт, яким можна доїхати в Каррадейл — це автобус.